# Deutscher Wissenschafts-Verlag (DWV)
Der Deutsche Wissenschafts-Verlag (DWV) ist ein deutscher Wissenschaftsverlag mit Sitz in Baden-Baden / Kappelrodeck. Er wurde 1998 von Werner E. Gerabek in Würzburg gegründet. Der Deutsche Wissenschafts-Verlag (DWV) veröffentlicht vor allem wissenschaftliche Literatur und Sachbücher, zum Programm zählt unter anderem die Gesamtausgabe der Briefe von Max Liebermann.

## Programm
Der Deutsche Wissenschafts-Verlag (DWV) ist Mitglied im Börsenverein des Deutschen Buchhandels mit Sitz in Frankfurt am Main sowie im Landesverband Baden-Württemberg des Börsenvereins mit Sitz in Stuttgart. Das Programm umfasst neben gedruckten Büchern auch E-Books, Zeitschriften und DVDs. Der Deutsche Wissenschafts-Verlag (DWV) gliedert sein Programm in die Fachgebiete Altertumswissenschaften, Biowissenschaften und Anthropologie, Geschichte und Sozialgeschichte, Kunst und Musik, Literatur-, Sprach- und Kommunikationswissenschaften, Mathematik, Medizin, Naturwissenschaften, Pädagogik, Philosophie, Theologie und Religionswissenschaften sowie Wirtschaft und Gesellschaft.
Zu den Autoren des Verlags zählen
Peter Dinzelbacher,
Konrad Goehl,
Friedrich Harrer,
Karl-Martin Hentschel,
Gundolf Keil,
Hubert Kiesewetter,
Max Liebermann,
Johannes Gottfried Mayer,
Andreas Mohn,
Werner Reichel,
Ortrun Riha und
Arnulf Zitelmann.